# August Hellemans
Pour les articles homonymes, voir Hellemans.
Ne pas confondre avec Augustinus Hellemans, un autre joueur de football internation belge né en 1907 et mort en 1992
August Hendrik Hellemans, dit Gust Hellemans, né le 21 juin 1907 à Kapelle-op-den-Bos en Belgique et mort le 4 mai 1992 à Berchem-Sainte-Agathe en Belgique est un footballeur international belge.

## Biographie
Il a évolué comme milieu relayeur au RFC Malinois et en équipe de Belgique. Il a joué les Jeux olympiques de 1928 aux Pays-Bas et les Coupes du monde de 1930 en Uruguay et 1934 en Italie.
Il a terminé sa carrière en 1944, au RAA Louviéroise. 
Après-guerre, il a entraîné plusieurs saisons le Patro Eisden Maasmechelen.

## Palmarès
- International de 1928 à 1934 (28 sélections)
- Participation aux Jeux Olympiques en 1928 (1 match)
- Participation à la Coupe du monde 1930 (2 matches) et 1934 (1 match)
- Champion de Belgique D2 en 1928 avec le FC Malines
- Meilleur buteur du Championnat de Belgique D2 en 1933